# Lingua croata molisana
La lingua croata molisana (denominazione propria naš jezik, "la nostra lingua"; forma avverbiale na-našu o na-našo, "al modo nostro"; altre denominazioni: slavisano, slavo molisano, lo slavo; in croato moliškohrvatski) è una lingua slava meridionale parlata in Italia, nella regione del Molise.

## Distribuzione geografica
Il croato molisano è un idioma slavo minoritario parlato in tre comuni della provincia di Campobasso distanti circa 30 chilometri dal Mare Adriatico: Acquaviva Collecroce (Kruč), Montemitro (Mundimitar) e San Felice del Molise (Filič). In passato era parlato anche a  Palata, Mafalda, Tavenna, San Biase, Montelongo e San Giacomo degli Schiavoni, nonché in altri centri dell'Abruzzo (a nord almeno fino a Cappelle sul Tavo) e dell'Appennino campano (almeno fino a Ginestra degli Schiavoni e a Villanova del Battista).
Secondo Ethnologue, nel 2012 era parlato in tutto da un migliaio di persone.

## Classificazione
Linguisticamente il croato molisano appartiene al gruppo dialettale stocavo-icavo (con alcune caratteristiche del ciacavo).
Secondo Ethnologue la classificazione del croato molisano è la seguente:
- Lingue indoeuropee
  - Lingue slave
    - Lingue slave meridionali
      - Lingue slave sud-occidentali
        - Lingua croata molisana

## Storia
Le minoranze croate che nel XV secolo si stanziarono in Molise per sfuggire all'invasione dei turchi che risalivano la penisola balcanica, sono il residuo di colonie in origine molto più estese nell'entroterra adriatico e nelle aree montane, dalle Marche fino all'Appennino campano: in particolare, la loro venuta interessò anche molte località abruzzesi tra i fiumi Pescara e Trigno, in quanto gruppi assai numerosi di slavi risultano essere stati presenti a Cappelle sul Tavo, in provincia di Pescara, nonché nel medio-basso chietino, a Vasto, Cupello, Mozzagrogna, Casacanditella (dove tuttora vige nel dialetto il toponimo "li schiavunë"), Torrevecchia Teatina e Schiavi d'Abruzzo, località quest'ultima che deriverebbe il suo nome proprio dalla probabile origine degli abitanti ("schiavo" deriva infatti dal latino medievale Sclavus, nel senso di appartenente al popolo "slavo", da cui provenivano molti prigionieri poi fatti schiavi); si sa inoltre che con decreto di Ferdinando I del 1488 furono cacciati da Lanciano per la loro turbolenza. Più a sud una presenza slava assai cospicua era attestata a Montemalo, Ginestra degli Schiavoni e a Villanova del Battista (l'antica Polcarino degli Schiavoni), nel settore nord dell'Irpinia.
Tuttavia fu solo in Molise che diedero vita a dei veri e propri insediamenti urbani, mentre nelle altre regioni giunsero solo famiglie isolate di coloni, che vennero assimilate dalla popolazione italiana circostante nel giro di poche generazioni, senza lasciare traccia, salvo rarissime attestazioni nella toponomastica: la ragione di ciò è da rintracciare nel maggiore isolamento di cui godettero le comunità molisane. 
Per quanto riguarda la sua origine, gli studiosi hanno formulato le seguenti ipotesi:
- che gli antenati degli odierni croati molisani siano emigrati verso l'Italia nel XVI secolo dalla valle del fiume Narenta tra Croazia ed Erzegovina, o comunque dalla foce di tale fiume, situata in Dalmazia (Reissmüller);
- che provengano dai dintorni di Zara (Aranza), o comunque dalla regione dell'entroterra da Zara a Sebenico (Hraste): ciò sarebbe dimostrato dall'ampia diffusione del cognome Zara a San Felice e Tavenna;
- che siano originari dalla regione stocava dell'Istria meridionale (Badurina), ma si tratta di un'ipotesi alquanto dubbia, in quanto, se tali migrazioni furono rese necessarie dall'occupazione turca, non si comprende allora perché esse siano potute giungere da una terra, l'Istria, che non dovette subirla;
- che siano originari dalla regione attorno al monte Biocovo, nella regione di Zabiokovlje (Žarko Muljačić);
- infine, poiché una serie di studi linguistici degli anni '60 del XX secolo ha riscontrato la presenza di vari elementi del dialetto čakavo frammisti a quelli dello štocavo, si è ritenuto che la regione di origine di queste ondate migratorie possa essere quella delle località di Makarska, Imotski e Omis: la maggiore fondatezza di tale ipotesi deriverebbe anche da ragioni geografiche, poiché le località in questione sono le più vicine alla costa molisana, essendo situate pressoché di fronte sulla sponda opposta dell'Adriatico.

Oltre che da documenti storici e dai cognomi ancora presenti nei paesi slavi del Molise, questi dati vengono confermati anche dalle proprietà fonetiche, lessicali e strutturali del croato molisano. Prescindendo dal carattere štokavo-icavo, bisogna ricordare per esempio lo sviluppo della -l finale in -a, che si trova appunto in quella presunta zona originaria in opposizione alla conservazione della  -l in alcuni dialetti croati o del suo sviluppo in  -o in altri dialetti croati; cfr. je nosija 'ha portato' in croato molisano (e in dialetti croati litorali) vs nosio je in croato standard.
La mancanza quasi completa di turchismi nel lessico dello slavo molisano dimostra poi che l'invasione ottomana dei Balcani è il termine ante quem per l'emigrazione. La mancanza della -ā al genitivo plurale sviluppatasi non prima del XVI secolo, così peculiare per esempio per la lingua standard croata, ci fornisce un altro termine ante quem.
Varie località dei paesi in questione rivelano l'origine slava, come Dolazza (Montemitro), Rovulavizza, Cucilavaccia e Buvolavizza (Palata), e numerosi, anche se italianizzati, sono i cognomi di chiara origine slava, come Radatta, Staniscia (quest'ultimo diffuso anche nell'area di Lanciano in Abruzzo), Berchicci, Blascetta, ecc. Frequenti in passato erano anche i soprannomi (Mačak "gatto", zetz "lepre", Vuk "lupo"), nonché i diminutivi col suffisso in -ic (Sepič da Sep "Giuseppe").
Risulta che fino almeno al XIX secolo gli alloglotti slavi fossero circa 10000, distribuiti spesso in forma residuale a Palata, Ripalta (l'attuale Mafalda), Tavenna, Montelongo, San Biase e San Giacomo degli Schiavoni.

## Diffusione attuale e tutela
Al giorno d'oggi il croato-molisano è ancora linguaggio corrente in due paesi (comuni), ad Acquaviva Collecroce (in croato molisano: Kruč) e a Montemitro (Mundimitar), paese più piccolo ma con comportamento linguistico più conservativo. In un terzo paese, San Felice del Molise (Filič), un tempo chiamato San Felice Slavo, la lingua minoritaria è quasi scomparsa dal settore pubblico ed è usata in famiglia ormai solo da pochi anziani.
Lo slavo (croato) molisano si trova oggi in una situazione di contatto linguistico assoluto, nel senso che tutti i parlanti dominano almeno anche una variante dell'italiano, e mostra influssi di adstrato a tutti i livelli linguistici. Vanno distinti due periodi principali in cui si è esercitato l'influsso romanzo. All'inizio esisteva quasi esclusivamente il contatto con il dialetto italiano molisano, se si prescinde da un certo influsso del dialetto regionale. Con l'unità d'Italia fa si aggiunse il contatto con la lingua standard italiana che prevale ormai dal secondo dopoguerra.
Il croato molisano è usato normalmente solo in forma orale. Testimonianze letterarie, normalmente piccole raccolte di poesie come quella di Gliosca, sono molto rare. L'unica lingua tetto per questa lingua minoritaria è quella italiana (tetto esterno). La lingua standard croata parlata oggi in Croazia non ha mai avuto nessun ruolo nella comunicazione d'ogni giorno, data la notevole distanza e l'isolamento protrattosi per secoli. 
Tenendo conto del suo sviluppo linguistico, indipendente per secoli dal croato, il croato molisano (na našu) può essere trattato come sistema autonomo, sia per quanto riguarda la sua grammatica sia per la sua ortografia, basata su una specifica fonetica e fonologia. Con ciò si tiene anche conto del fatto che questa lingua minoritaria è dal punto di vista strutturale per molti aspetti (p. es. il sistema dell'articolo, aspetto verbale flessivo, comparativo, generi, ordine delle parole) più vicina agli idiomi romanzi di contatto dominanti che alle lingue affini dal punto di vista genetico, come per esempio il croato standard.

## Grammatica
Il croato molisano utilizza i caratteri latini con l'aggiunta, per alcuni fonemi, di segni diacritici e digrammi. La base della scrittura è la cosiddetta "gajica", introdotta da Ljudevit Gaj in croato nel XIX secolo.

### Alfabeto
a, b, c, č, d, dj, dz, dž, e, f, g, h, i, j, k, kj, l, lj, m, n, nj, o, p, r, s, š, t, tj, u, v, z, ž

### Generi, numeri, casi
La lingua croato-molisana (na-našo o na-našu) possiede
tre generi
- maschile
- femminile
- neutro

tre numeri
- singolare
- plurale
- duale

sette casi
- nominativo
- genitivo
- dativo
- accusativo
- vocativo
- locativo
- strumentale

Il neutro è andato quasi del tutto perduto nei sostantivi che sono stati assimilati nei maschili.
Il duale si è conservato solo parzialmente, che fa cambiare il caso delle parole espresse a seconda che esse espongano un numero da 2 a 4 oppure da 5 in su, rispettivamente con il genitivo singolare e con il genitivo plurale nei maschili ovvero con il nominativo plurale e con il genitivo plurale nei femminili.
Esempi
ljud = uomo	
Nominativo: ljud
Genitivo: ljuda
Dativo: ljudu
Accusativo: ljud / -a
Vocativo: ljud
Locativo: ljudu
Strumentale: ljudem
hiža = casa
Nominativo: hiža
Genitivo: hiže
Dativo: hiž
Accusativo: hižu
Vocativo: hiža
Locativo: hiž
Strumentale: hižom

## Esempio
| Italiano | Croato standard | Croato di Acquaviva Collecroce | Croato di Montemiro |
| --- | --- | --- | --- |
| Padre nostro, che sei nei cieli, sia santificato il tuo nome, venga il tuo regno, sia fatta la tua volontà, come in cielo così in terra. Dacci oggi il nostro pane quotidiano, e rimetti a noi i nostri debiti come noi li rimettiamo ai nostri debitori, e non ci indurre in tentazione, ma liberaci dal male. Amen. | Oče naš, koji jesi na nebesima, sveti se ime Tvoje, dođi kraljevstvo Tvoje, budi volja Tvoja, kako na nebu, tako i na zemlji. Kruh naš svagdanji daj nam danas, i otpusti nam duge naše, kako i mi otpuštamo dužnicima našim, i ne uvedi nas u napast, nego izbavi nas od Zla! Amen. | Tata naš, Ka jesi na nebu, da bi bija Sfe sfeti Jima Tvoj, da bi doša Tvoj Kraljar, da bi sa čila ono ka Koš Ti, na nebu a zgora sfita. Daj nami naš kruh saki dan a jam nami naše duge, kaka mi hi jamivama drugimi. A nomo nasa čit past na tendacijunu, ma zdriš nasa do zlo. Amen. | Otac naš, ke jesi na nebo, neka se sveti ime Tvoj, doješ Ti naš kralj, bide činjena riča Tvoja, kano na nebo tako na zemblj. Daj nam danas naš kruh sakoga dana, odjaj nam duge naše, kako mi hi odjamamo drugimi. Nemo nas čini past na grihe, ma zdriši nas do zla. Semaj bilo. |